# Visionary
Visionary – siedemnasty album studyjny niemieckiej grupy rockowej Eloy, wydany w 2009 roku nakładem Artist Station Records.

## Lista utworów
Opracowano na podstawie materiału źródłowego.
| Nr | Tytuł utworu                           | Muzyka          | Długość |
| -- | -------------------------------------- | --------------- | ------- |
| 1. | „The Refuge”                           | Frank Bornemann | 4:54    |
| 2. | „The Secret”                           | Frank Bornemann | 7:45    |
| 3. | „Age of Insanity”                      | Frank Bornemann | 7:56    |
| 4. | „The Challenge (Time to Turn, Part 2)” | Frank Bornemann | 6:44    |
| 5. | „Summernight Symphony”                 | Frank Bornemann | 4:22    |
| 6. | „Mystery (The Secret, Part 2)”         | Frank Bornemann | 9:00    |
| 7. | „Thoughts”                             | Frank Bornemann | 1:22    |
|    |                                        |                 | 42:03   |

- słowa napisał Frank Bornemann

## Twórcy
Opracowano na podstawie materiału źródłowego.
Muzycy:
- Frank Bornemann – gitary, śpiew
- Michael Gerlach – keyboardy
- Hannes Folberth – keyboardy (2, 3, 4, 6)
- Klaus-Peter Matziol – gitara basowa
- Bodo Schopf – perkusja, instrumenty perkusyjne

Dodatkowi muzycy:
- Anke Renner - śpiew (2, 4, 5, 6)
- Tina Lux - śpiew (2, 4, 6)
- Volker Kuinke – flet (1, 2)
- Christoph Littmann - keyboardy (5, 6)
- Stephan Emig – instrumenty perkusyjne (4)

Produkcja:
- Frank Bornemann – produkcja muzyczna
- Timo Soist - inżynieria dźwięku